# 90-я гвардейская стрелковая дивизия
90-я гвардейская стрелковая Витебско-Новгородская дважды Краснознамённая дивизия — соединение (стрелковая дивизия) РККА ВС Союза ССР существовавшее с 1941 по 1997 годы.
Условное наименование — войсковая часть полевая почта № 08744 (в/ч пп 08744).
Сокращённое наименование — 90 гв. сд.
Принимала участие во время Великой Отечественной войны в Витебско-Оршанской операции.

## История

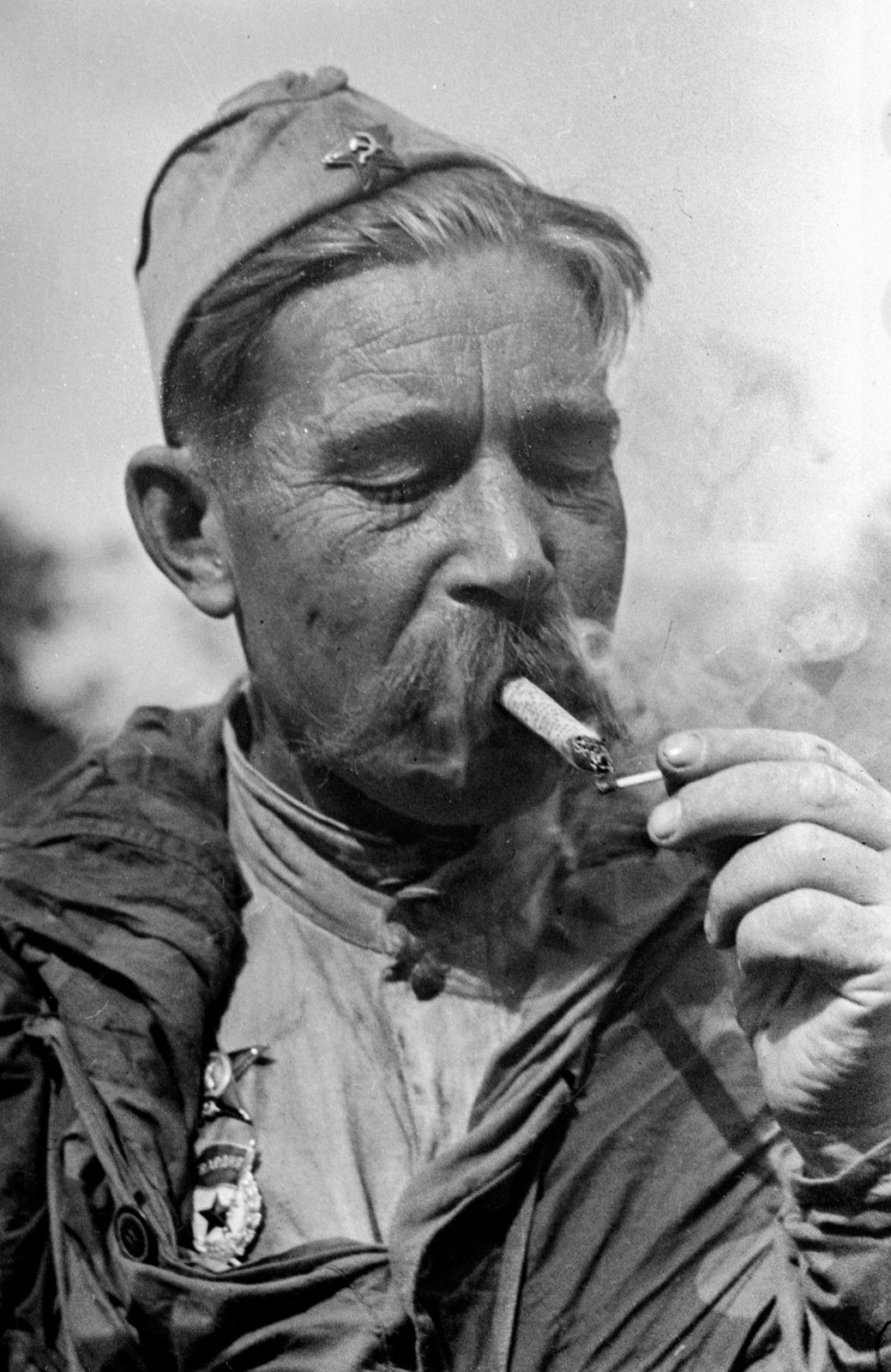
Участник боев на Курской дуге — разведчик 90-й гвардейской стрелковой дивизии гвардии старший сержант Алексей Григорьевич Фролченко (1905–1967), награжденный орденом Красной звезды. Белгородское направление.

Ведёт свою историю от 325-й стрелковой дивизии (1-го формирования).
18 апреля 1943 года преобразована в 90-ю гвардейскую стрелковую дивизию.
С 1 декабря 1945 года переформирована в 26-ю гвардейскую механизированную дивизию. С 1957 года дивизия переформирована в 38-ю гвардейскую танковую дивизию. С 1965 года дивизия переименована в 90-ю гвардейскую танковую дивизию. С 1985 года дивизия переформирована в 6-я гвардейскую мотострелковую Витебско-Новгородскую дважды Краснознамённую дивизию.. С 1992 года 166-я гвардейская отдельная мотострелковая бригада. С 1997 года — 70-я гвардейская Витебско-Новгородская дважды Краснознамённая база хранения вооружения и техники.

### Боевой путь
Участвовала в Битве под Москвой 20 августа 1941 — февраль 1942 г. Дивизия входила в состав 10-й армии Западного фронта.
Утром 30 декабря 1941 года 239-й и 325-й дивизиям была поставлена задача овладеть Мещовском, Мосальском и Сухиничами.
- Боевой период 2.12.1941-4.2.1943 и 23.2.1943-18.4.1943.

За мужество и героизм, проявленные личным составом дивизии 18 апреля 1943 года преобразована в 90-я гвардейскую стрелковую дивизию.
- Боевой период в Действующей армии: 18.4.1943-30.9.1943; 15.10.1943-4.3.1945; 19.4.1945-9.5.1945.

За прорыв Витебского укреплённого района и освобождение города Витебск почётное наименование «Витебских» получили 62 соединения и части 39-й и 43-й армий, 1-й воздушной армии 3-го Белорусского и 1-го Прибалтийского фронтов в том числе и 90-я гвардейская стрелковая дивизия (командир генерал-майор В. Е. Власов).
Справка:

ВИТЕБСК. Оккупирован 11 июля 1941 г. Освобождён 26 июня 1944 г. войсками 1 ПрибФ и 3 БФ в ходе Витебско-Оршанской операции…Приказами ВГК соединениям и частям, отличившимся в боях по прорыву Витебского укреплённого района, а также за овладение Витебском, присвоено наименование «Витебских»: …90-й гвардейской стрелковой дивизии (генерал-майор Власов, Василий Ефимович)…Войскам, участвовавшим в освобождении Витебска, приказом ВГК от 26 июня 1944 г. объявлена благодарность и в Москве дан салют 20 артиллерийскими залпами из 224 орудий.
— http://www.soldat.ru/spravka/freedom/1-ssr-1.html освобождение городов
Почётное наименование «Новгородская» и один из двух орденов Красного Знамени унаследовала 1 марта 1945 года от только что расформированной 378-й стрелковой Новгородской Краснознамённой дивизии (в/ч пп 57866), личный состав которой был влит в 90-ю гвардейскую стрелковую дивизию.
Справка: 

НОВГОРОД. Оккупирован 19 августа 1941 г. Освобождён 20 января 1944 г. войсками ВолхФ в ходе Новгородско-Лужской операции:
59 А — 14 ск (генерал-майор Артюшенко Павел Алексеевич) в составе: 191 сд (генерал-майор Бураковский Иван Николаевич), 378 сд (полковник Белов Александр Романович);…Приказом ВГК присвоено наименование «Новгородская»: 65 сд, 191 сд, 225 сд, 310 сд (полковник Рогов Николай Васильевич), 372 сд, 378-й стрелковой дивизии…Войскам, участвовавшим в боях при прорыве обороны противника и освобождении Новгорода, приказом ВГК от 20 января 1944 г. объявлена благодарность и в Москве дан салют 20 артиллерийскими залпами из 224 орудий.
Указом Президиума Верховного Совета СССР от 23 июня 1983 г. город Новгород за успехи, достигнутые трудящимися города в хозяйственном и культурном строительстве, и активное участие в борьбе с немецко-фашистскими захватчиками в годы Великой Отечественной войны награждён орденом Трудового Красного Знамени.
— http://www.soldat.ru/spravka/freedom/1-ssr-4.html Освобождение городов

### Послевоенные изменения
После войны дивизия дислоцировалась в СГВ (ПНР) и имела наименования:
- с 01.12.1954 26-я гвардейская механизированная Витебско-Новгородская дважды Краснознамённая дивизия
- с 1957 года 38-я гвардейская танковая Витебско-Новгородская дважды Краснознамённая дивизия
- с 1965 года 90-я гвардейская танковая Витебско-Новгородская дважды Краснознамённая дивизия
- с 1985 года 6-я гвардейская мотострелковая Витебско-Новгородская дважды Краснознамённая дивизия
- После выхода из СГВ в 1992 году переформирована в 166-ю гвардейскую отдельную мотострелковую бригаду.
- В конце 1997 года была переформирована (сокращена) в 70-ю гвардейскую Витебско-Новгородскую дважды Краснознамённую базу хранения вооружений и военной техники (мотострелковых войск).
- В конце 2016 года боевую славу, награды, почётные наименования и исторический формуляр 90-й гв. сд унаследовала 90-я гвардейская танковая дивизия.

## Состав
С 25 мая 1943 года имела в составе:
- 268-й гвардейский стрелковый полк,
- 272-й гвардейский стрелковый полк,
- 274-й гвардейский стрелковый полк,
- 193-й гвардейский артиллерийский полк,
- 95-й отдельный гвардейский истребительно-противотанковый дивизион,
- 92-й отдельная гвардейская разведывательная рота,
- 101-й отдельный гвардейский сапёрный батальон ,
- 54-й отдельный гвардейский батальон связи (9 отдельная гвардейская рота связи),
- 596-й (97) медико-санитарный батальон,
- 94-я отдельная гвардейская рота химической защиты,
- 746-я (96) автотранспортная рота,
- 671-я (93) полевая хлебопекарня,
- 700-й (91) дивизионный ветеринарный лазарет,
- 1409-я полевая почтовая станция,
- 771-я полевая касса Госбанка.

## Подчинение
- 6-й гвардейской армии 1-го Прибалтийского фронта.

## Командование
Командиры дивизии:
- Ибянский, Николай Болеславович (c 08.09.1941), полковник, с 21.07.1942 генерал-майор;
- Чернов, Виктор Георгиевич (18.04.1943 — 12.09.1943), полковник
- Власов, Василий Ефимович (13.09.1943 — 14.03.1946), полковник, с 03.06.1944 генерал-майор

Заместители командиры дивизии:
- Пряхин, Иван Фёдорович (??.10.1943 — 24.08.1944), полковник
- Казаков, Александр Игнатьевич (03.10.1943 — 25.03.1945), полковник

Командиры полков:
268-й гвардейский стрелковый ордена Суворова полк:
- Терехов Иван Кондратьевич (30.10.1943 — 29.12.1943)
- Пешков Никифор Саввич (с 16.12.1943)
- Суринов Виктор Иванович (29.12.1943 — 02.03.1946)

272-й гвардейский стрелковый орденов Суворова и Александра Невского полк:
- Митин Леонтий Яковлевич (18.04.1943 — 01.09.1943)
- Пешков Никифор Саввич (04.09.1943 — 16.12.1943), ранен
- Сергиенко Иван Яковлевич (с 14.12.1943)
- Аверинов Герасим Данилович (08.01.1944 — 06.04.1944)
- Гетман Илья Авксентьевич (09.02.1944 — 18.04.1944), отстранён
- Ильин Дмитрий Степанович (18.04.1944 — 17.05.1944)
- Пешков Никифор Саввич (с 17.05.1944)
- Кунгурцев Николай Андреевич (с 13.01.1945)
- Стунгур Леопольд Константинович (19.04.1945 — 08.01.1946)
- Корольков Борис Ильич (30.07.1945 — 17.08.1945)
- гвардии полковник Лавринов Илларион Савельевич[8] (18.11.1945, бывший ком-р 218 гв. сп 77 гв. сд)
- Шестак Григорий Степанович (06.11.1945 — 04.03.1946)

274-й гвардейский стрелковый ордена Александра Невского полк: (до 18.04.1943 был — 1096 сп 325 сд (1ф))
- Добрянский Иван Михайлович (18.04.1943 — 06.04.1944)
- Перепечко Герасим Фролович (по 07.08.1943) (?)
- Аверинов Герасим Данилович (06.04.1944 — 17.05.1944)
- Ильин Дмитрий Степанович (25.04.1944 — 20.07.1944)
- Спиридонов Михаил Николаевич (27.10.1944 — 06.11.1945)
- Григорьев-Сланевский Борис Васильевич (05.11.1945 — 22.04.1946)

193-й гвардейский гаубичный артиллерийский ордена Александра Невского полк:
- гвардии полковник Емелин (1945)

## Награды и наименования
- 18 апреля 1944 года — Почетное звание «Гвардейская»
- 10 июля 1944 года — Почётное наименование «Витебская» — присвоено приказом Верховного Главнокомандующего № 0193 от 10 июля 1944 года за отличие в боях по освобождению города Витебск.
- 23 июля 1944 года —  Орден Красного Знамени- награждена указом Президиума Верховного Совета СССР от 23 июля 1944 года за успешное выполнение заданий командования в боях с немецкими захватчиками при овладении городом Полоцк, проявленные при этом доблесть и мужество.[9]
- Орден Красного Знамени 13 марта 1945 от 378-й сд
- Почётное наименование «Новгородская» 13 марта 1945 от 378-й сд

Награды частей дивизии:
- 268-й гвардейский стрелковый ордена Суворова[10] полк,
- 272-й гвардейский стрелковый орденов Суворова[10] и Александра Невского полк,
- 274-й гвардейский стрелковый ордена Александра Невского полк,
- 193-й гвардейский артиллерийский ордена Александра Невского полк,
- 101-й отдельный гвардейский сапёрный ордена Красной Звезды[10] батальон

## Отличившиеся воины
- Богословский, Семён Петрович, гвардии рядовой, разведчик 92 отдельной гвардейской разведывательной роты.
- Зимаков, Василий Иванович, гвардии младший сержант, телефонист 268 гвардейского стрелкового полка.
- Зюбин, Павел Петрович, гвардии майор, командир 193-го гвардейского артиллерийского полка.
- Иллазаров, Исай Иллазарович, гвардии старший сержант, командир расчёта противотанкового ружья 272-го гвардейского стрелкового полка.
- Кондратьев, Александр Фёдорович, гвардии старший сержант, командир взвода автоматчиков 272 гвардейского стрелкового полка.
- Крючков, Иван Константинович, гвардии старший сержант, командир взвода 92-й гвардейской отдельной разведывательной роты
- Ландыченко, Виктор Фёдорович, гвардии сержант, командир отделения 92 отдельной гвардейской разведывательной роты.
- Маслин, Фёдор Егорович, гвардии старший сержант, разведчик 272-го гвардейского стрелкового полка.
- Сахно, Николай Иванович, разведчик 272-го гвардейского стрелкового полка.
- Сержпинский, Владимир Валерьянович, гвардии сержант, помощник командира взвода 92 отдельной гвардейской разведывательной роты. Погиб в бою 18 января 1945 года.
- Сотников, Василий Иванович, гвардии сержант, командир орудия 193-го гвардейского артиллерийского полка
- Филатьев, Иван Андреевич, гвардии младший сержант, помощник командира взвода 268-го гвардейского стрелкового полка
- Фомин, Николай Петрович, гвардии майор, командир 1-го батальона 272-го гвардейского стрелкового полка
- Хоменков, Николай Никифорович , гвардии рядовой, наводчик противотанкового ружья 272-го гвардейского стрелкового полка.
- Шинкаренко, Владимир Евдокимович, гвардии рядовой, автоматчик роты автоматчиков 272 гвардейского стрелкового полка.